# جيمس ر. كاميرون
جيمس ر. كاميرون (بالإنجليزية: James R. Cameron)‏ هو مؤرخ أمريكي، ولد في 1929.